# Cluster II
Cluster II è il secondo album in studio del gruppo musicale tedesco Cluster, nonché il primo composto senza Conny Plank, che aveva partecipato alla composizione dell'album d'esordio. Sebbene Plank fosse ancora considerato membro dei Cluster a pieno titolo con Dieter Moebius e Hans-Joachim Roedelius, il musicista decise di concentrare la propria attenzione sulla produzione dell'album.
Cluster II venne registrato nel mese di gennaio del 1972 nella città di Amburgo. Questo album fu il primo del duo pubblicato per la celebre etichetta Krautrock Brain Records, che pubblicherà i successivi Zuckerzeit e i due album a nome Harmonia: Musik von Harmonia e Deluxe.
Cluster II proseguì la transizione dalla proto-industrial dissonante dei Kluster a sonorità più elettroniche. Fu il primo album del duo a presentare tracce relativamente brevi e con un titolo (gli album a nome Kluster e l'omonimo debutto dei Cluster presentavano soltanto tracce senza titolo). Julian Cope considera questo album uno dei cinquanta migliori album di Krautrock.

## Tracce
Tutte le tracce sono state composte dai Cluster.
1. Plas – 6:00
2. Im Süden – 12:50
3. Für die Katz – 3:00
4. Live in der Fabrik – 14:50
5. Georgel – 5:25
6. Nabitte – 2:40

## Formazione
- Hans-Joachim Roedelius - strumentazione elettronica
- Dieter Moebius - organo elettrico, chitarra,  strumentazione elettronica ed effetti
- Conrad Plank - produttore